# Lettera ai Reali di Spagna (1504)
La lettera ai Reali di Spagna (conosciuta anche come lettera rarissima) è la lettera inviata da Cristoforo Colombo ai Re Cattolici durante il suo quarto viaggio contenente la relazione del viaggio. La lettera è firmata presso l'isola di Giamaica il 7 luglio 1503.

## Contesto
Mentre Colombo esplorava il territorio di Veragua (odierna Panama), gli scafi delle imbarcazioni risultavano infestati da parassiti, le teredini, comuni nelle acque caraibiche che indebolirono la struttura delle tre navi rimaste. La prima a cedere fu la Vizcaina, poi abbandonata in un'insenatura. Vi fu una violenta tempesta che danneggiò entrambe le navi rimaste. Il 24 giugno 1503 giunsero a Puerto Bueno, il 25 giugno 1503, nella baia di Santa Gloria. Gli equipaggi furono costretti a sbarcare sulla costa settentrionale della Giamaica. Le navi infatti avevano imbarcato troppa acqua e la spedizione era giunta in Giamaica svuotandole con le pompe ed i secchi di bordo. Poco dopo l'arrivo trascinarono le navi in riva e le puntellarono per creare un riparo e una difesa contro gli indigeni. Si trovavano vicini ad un villaggio, Maima.
Colombo vietò a chiunque di scendere dalle navi e inviò Diego Méndez de Segura con tre uomini, ottenendo dagli indigeni permessi per la caccia e la pesca. Nel pensare al modo per far ritorno, l'ammiraglio ebbe l'idea di creare una canoa permettendo a un uomo di giungere a Hispaniola. L'incarico fu affidato a Mendez.
Fu in quell'occasione che Colombo, ormai anziano e con diversi problemi di salute, consegnò a Mendez la lettera da consegnare ai Re Cattolici, temendo di non sopravvivere prima dell'arrivo delle imbarcazioni di soccorso da Hispaniola.

## Testo
La lettera contiene il resoconto del viaggio - di cui rappresenta la fonte storica principale dei fatti accaduti - e un commiato finale, una sorta preghiera di ringraziamento per i Sovrani e per la sua anima. La lettera venne chiamata rarissima perché se ne conosceva l'esistenza ma non si trovava il manoscritto originale. Solo Bartolomeo de Las Casas ebbe modo di leggere la lettera originale e trascriverne alcune parti. In epoche successive venne ritrovato il documento originale in lingua spagnola.
Di seguito si riporta il paragrafo conclusivo nell'unica versione disponibile in lingua italiana, nella traduzione del Cavalier Morelli realizzata del 1810, affiancata da una traduzione in italiano corrente: